# Heraclia aemulatrix
Heraclia aemulatrix är en fjärilsart som beskrevs av John Obadiah Westwood 1881. Heraclia aemulatrix ingår i släktet Heraclia och familjen nattflyn. Inga underarter finns listade i Catalogue of Life.